# Копановка (Астраханская область)
Копа́новка — село в Енотаевском районе Астраханской область Российской Федерации, является административным центром и единственным населённым пунктом муниципального образования «Село Копановка» со статусом сельского поселения.

## История

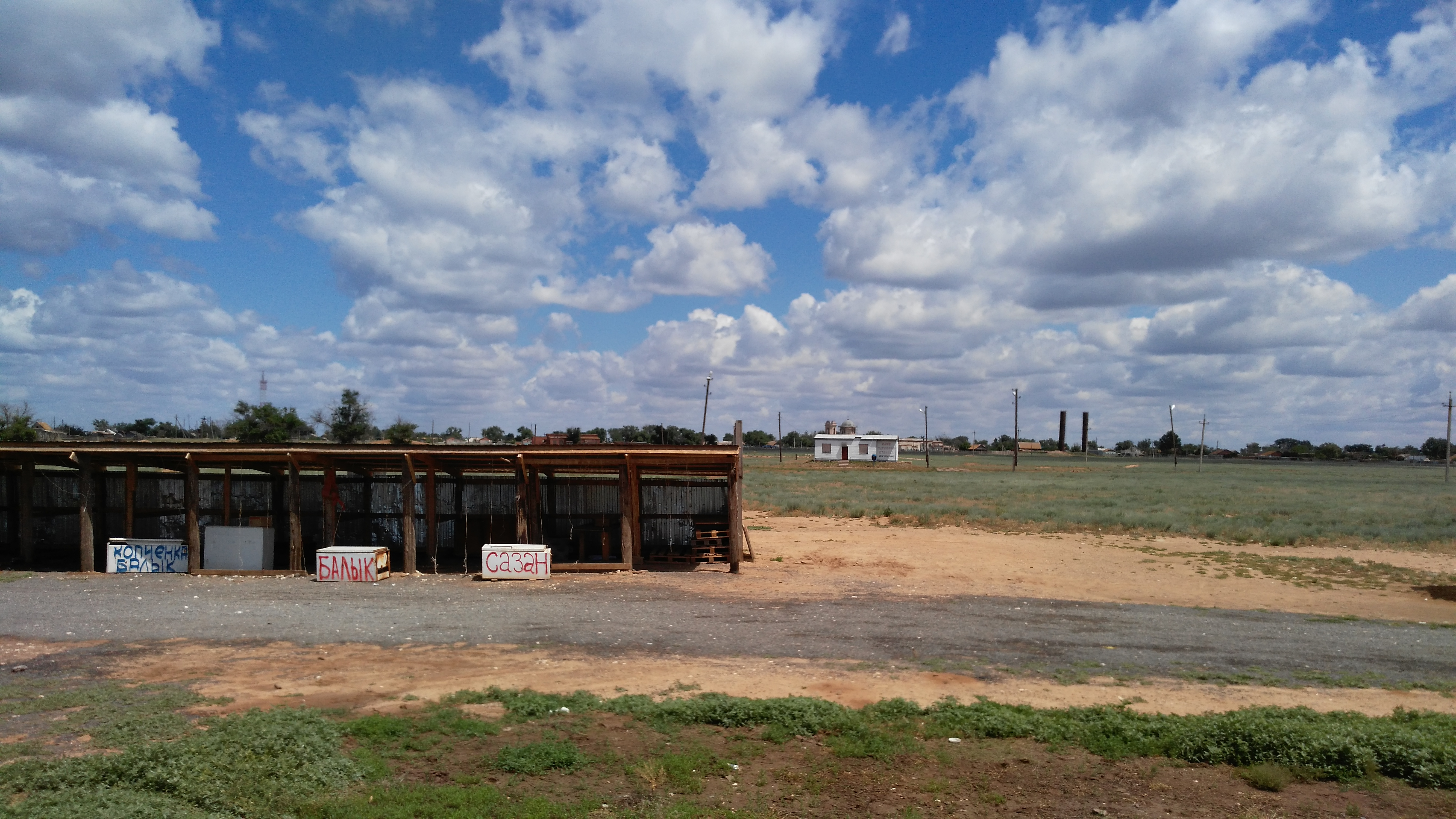
Село Копановка Астраханской области, вид с трассы «М-6», 2016 год

Копановка основана в 1764 году как казачья станица для защиты Московского почтового тракта. Станица Копановская образована в 142 верстах от Астрахани и в 28 верстах от Енотаевской крепости. Название от русского окоп, копань — ров, окружавший станицу.
К началу XX века Копановка стала одной из самых больших станиц Астраханского Казачьего Войска. В 1904 году по казачьему населению она была второй (2152 души) и третьей по числу дворов (421). К 1910 году казачье население увеличилось до 2761 души (1385 муж. и 1376 жен.), а число дворов возросло до 455. В 2006 году население Копановки составляло 972 человека.
Территориально станица входила в Енотаевский уезд, а после революции была образована самостоятельная Копановская станичная волость, которую укрупнили частью территории Ивановской волости (в 1919 году) и Федоровской волости (в 1920 году). В 1925 году, в связи с переходом на районное деление, волость упразднена, и вся её территория вошла в Енотаевский район.
Копановка расположена на высоком правом берегу Волги, который постоянно подмывался, что было настоящей бедой для копановцев. Из-за постоянного обрушения крутого яра казакам часто приходилось переносить постройки дальше от берега.

## Население
Динамика численности населения
| 1859 | 1897 | 1900 | 1914 |
| ---- | ---- | ---- | ---- |
| 1168 | 1891 | 2451 | 2887 |

| 2002  | 2010  | 2012  | 2013  | 2014  | 2015  | 2016  |
| ----- | ----- | ----- | ----- | ----- | ----- | ----- |
| 1005  | ↗1052 | ↘1035 | ↗1038 | ↘1016 | ↗1020 | ↗1023 |
| 2017  | 2018  | 2019  | 2020  | 2021  |       |       |
| →1023 | ↘1004 | ↘987  | ↘979  | ↘847  |       |       |

## Достопримечательности
- Богородицкая церковь (1850)[19][20]